# Diaphorina leptadeniae
Diaphorina leptadeniae är en insektsart som beskrevs av Burckhardt och Mifsud 1998. Diaphorina leptadeniae ingår i släktet Diaphorina och familjen rundbladloppor.
Artens utbredningsområde är Saudiarabien. Inga underarter finns listade i Catalogue of Life.